# (6230) Fram
(6230) Fram es un asteroide perteneciente al cinturón de asteroides, región del sistema solar que se encuentra entre las órbitas de Marte y Júpiter, más concretamente a la familia de Hoffmeister, descubierto el 27 de septiembre de 1984 por Zdeňka Vávrová desde el Observatorio Kleť, České Budějovice, República Checa.

## Designación y nombre
Designado provisionalmente como 1984 SG1. Fue nombrado Fram en homenaje al barco que fue construido especialmente para investigación polar. Fue utilizado en expediciones de las regiones árticas y antárticas por los exploradores noruegos F. Nansen, O. Sverdrup, O. Wisting y R. Amundsen. Es conservado en el Museo Fram en Oslo, Noruega.

## Características orbitales
Fram está situado a una distancia media del Sol de 2,781 ua, pudiendo alejarse hasta 3,016 ua y acercarse hasta 2,545 ua. Su excentricidad es 0,084 y la inclinación orbital 3,278 grados. Emplea 1693,96 días en completar una órbita alrededor del Sol.

## Características físicas
La magnitud absoluta de Fram es 13,4. Tiene 12,834 km de diámetro y su albedo se estima en 0,047. Está asignado al tipo espectral C según la clasificación SMASSII.